# L'Autre Côté de la rue
Pour plus de détails, voir Fiche technique et Distribution.
L'Autre Côté de la rue (en portugais : O Outro Lado da Rua) et un film brésilien réalisé par Marcos Bernstein et sorti en 2004. Il a été récompensé dans plusieurs festivals, dont le Festival du film de Berlin.

## Synopsis
Regina, une grand-mère retraitée et solitaire, maintient un mode de vie très actif à Rio de Janeiro. Elle renseigne la police sur les activités criminelles dans la région. Elle témoigne de ce qu'elle croit être un assassinat dans la rue, mais son monde bascule. 

## Fiche technique
- Titre français : L'Autre Côté de la rue
- Titre original : O Outro Lado da Rua
- Titre international : The Other Side of the Street
- Réalisation : Marcos Bernstein
- Scénario : Marcos Bernstein,  Melanie Dimantas
- Image : Toca Seabra
- Musique : Guilherme Bernstein Seixas
- Durée : 97 minutes
- Lieu de tournage : Copacabana, Rio de Janeiro
- Dates de sortie :
  - Allemagne : 12 février 2004 :  Festival du film de Berlin
  - France : 22 mars 2004 :  Toulouse Latin America Film Festival
  - États-Unis : 25 février 2005
  - France : 31 mai 2006

## Distribution
- Fernanda Montenegro : Regina
- Raul Cortez : Camargo
- Laura Cardoso : Patolina
- Luiz Carlos Persy : Alcides
- Miguel Lunardi : Regina's Son
- Caio Ramos : Regina's Grandson
- Eliana César : Camargo's Daughter
- Mauro José
- Milene Pizarro : Celia
- Marcio Vito : Walmir
- Fernando Serra

## Analyse
Le personnage de Regina, observant ses voisins avec des jumelles, évoque fortement Fenêtre sur cour de Hitchcock.

## Distinctions

### Récompenses
- Berlinale 2004 : Prix CICAE[2]
- Festival du film de Tribeca 2004 : meilleure actrice pour Fernanda Montenegro

### Nominations
- Grande Prêmio do Cinema Brasileiro 2005 : meilleur film